# De Spiegel (huis)

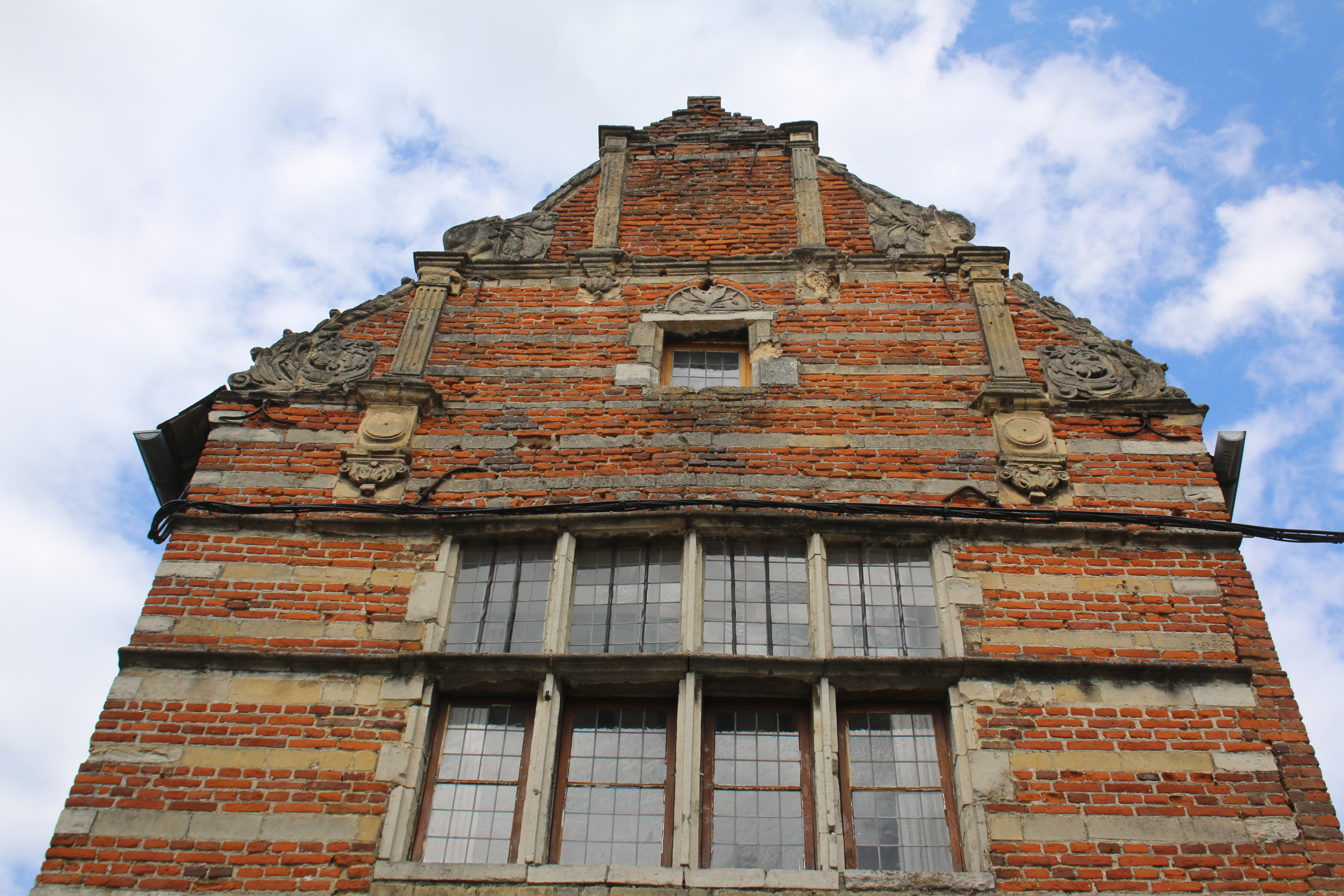
Spiegelhuis op de Grote Markt van Zoutleeuw

De Spiegel of het Spiegelhuis (Spieghelhuys) in Zoutleeuw is een historisch pand op de Grote Markt. De bouwdatum is onbekend; oude prentkaarten geven 1471 aan maar recentere publicaties houden het op 1571. De oudst bekende eigenares van het hoekhuis was Hildegund van Linter. In april 1358 droeg zij het vruchtgebruik op het huis naast het Lakenhuis over aan haar kinderen. In 1600 komt de eerste keer de naam Spiegel voor. Het huis werd genoemd naar de vroegere eigenaar Helspieghel. Het pand is een traditionele baksteenbouw met zandsteenelementen in  renaissancestijl. Het gebouw werd in 1961 gerestaureerd en is beschermd als monument.

## Afbeeldingen

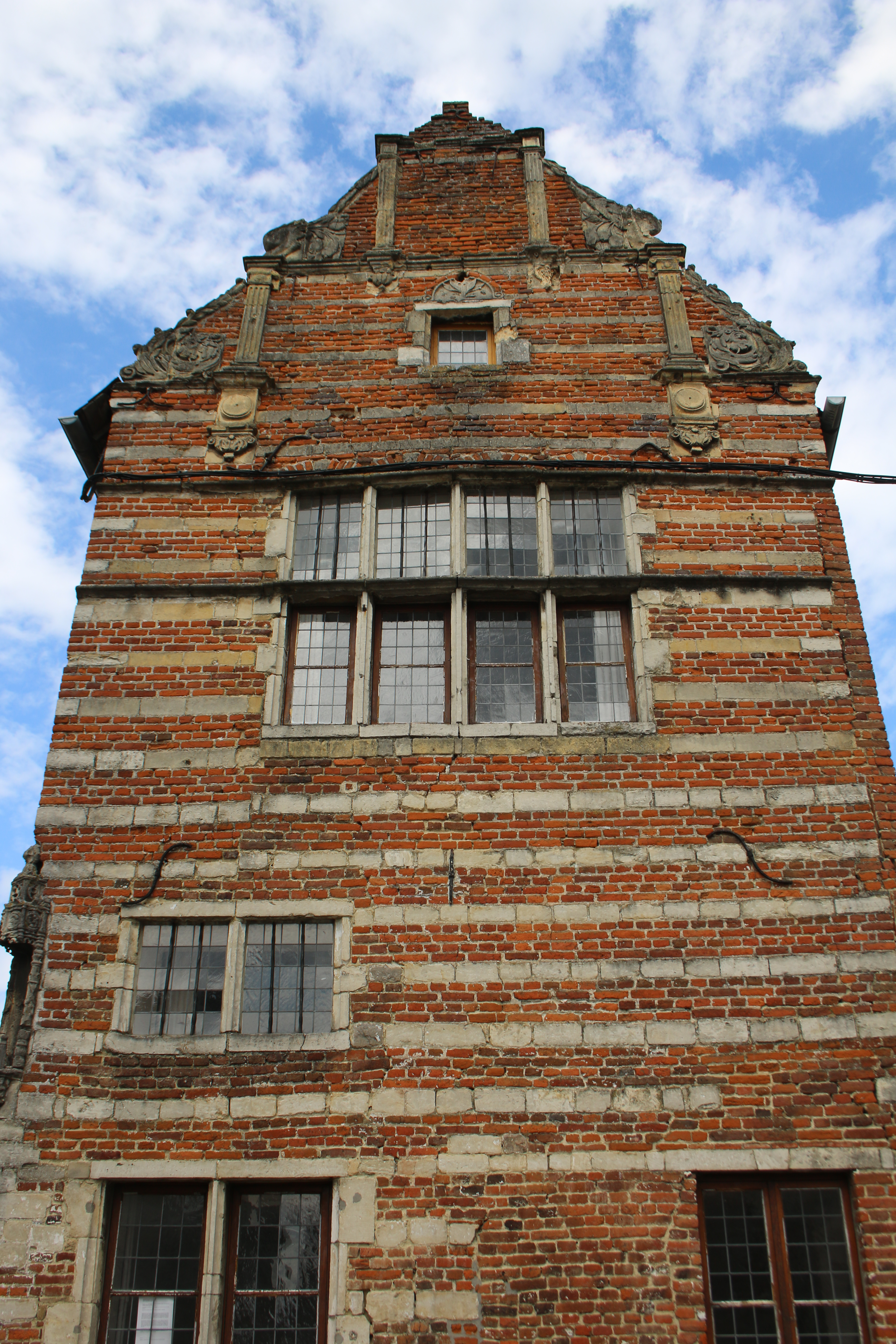
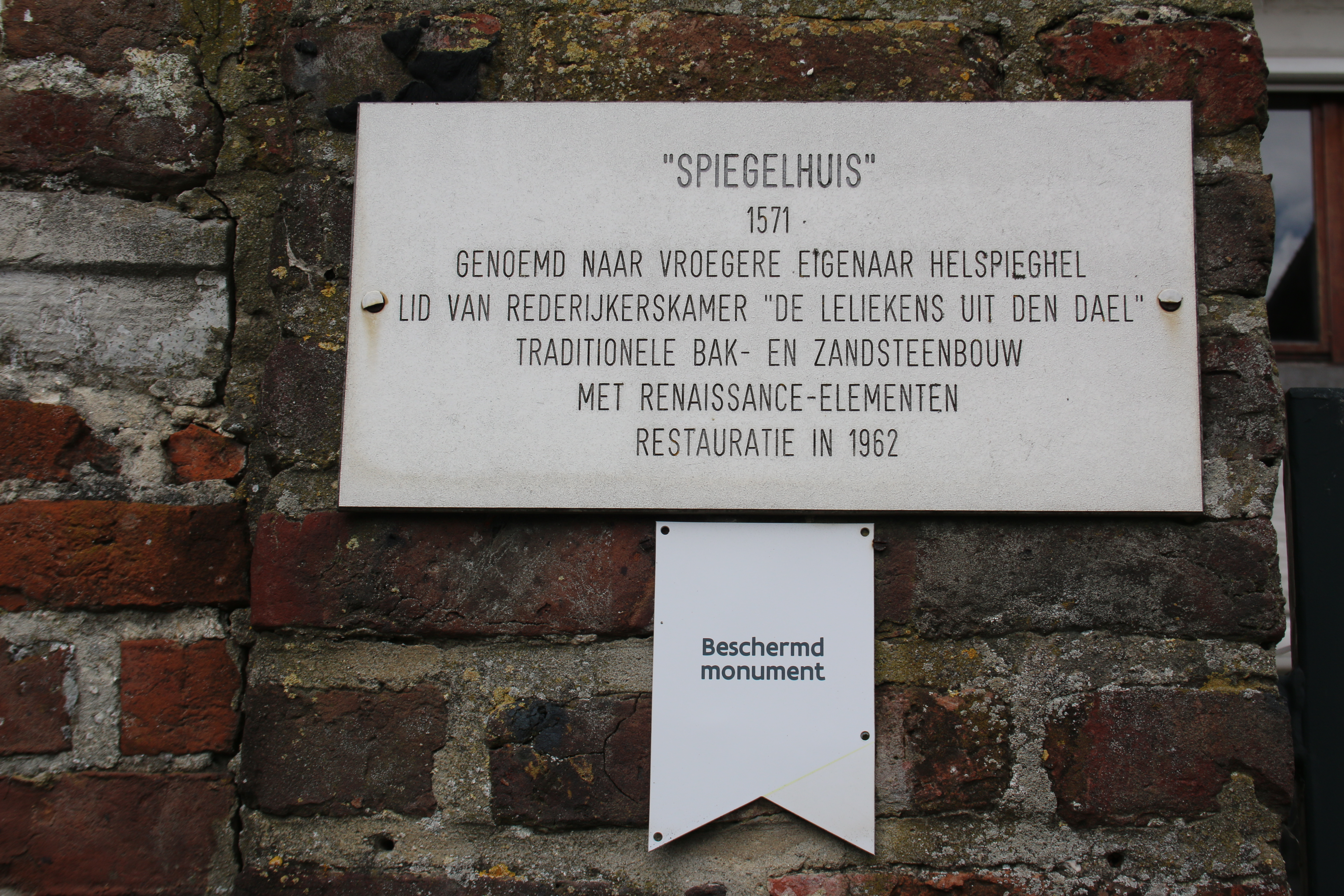